# Еліу Соза
Еліу Соуза (порт. Hélio Sousa, нар. 12 серпня 1969, Сетубал) — португальський футболіст, що грав на позиції півзахисника. По завершенні ігрової кар'єри — тренер.

## Клубна кар'єра
Народився 12 серпня 1969 року в місті Сетубал. Вихованець футбольної школи клубу «Віторія» (Сетубал). Дорослу футбольну кар'єру розпочав 1987 року в основній команді того ж клубу, кольори якої і захищав протягом усієї своєї кар'єри гравця, що тривала цілих дев'ятнадцять років. Більшість часу, проведеного у складі «Віторії», був основним гравцем команди і її капітаном.
Соуза закінчив кар'єру гравця у рідному клубі у віці 36 років, після того як допоміг «Віторії» виграти Кубок Португалії 2005 року, здолавши у фіналі «Бенфіку» (2:1). Загалом зіграв за команду в 424 матчах чемпіонату і забив 20 м'ячів.

## Виступи за збірні
1989 року залучався до складу молодіжної збірної Португалії, ставши того року з командою переможцем молодіжного чемпіонату світу в Саудівській Аравії. Всього на молодіжному рівні зіграв у 6 офіційних матчах.
1994 року провів один матч у складі національної збірної Португалії.

## Кар'єра тренера
Завершивши ігрову кар'єру 2005 року Соуза залишився у рідній «Віторії» (Сетубал), очоливши тренерський штаб клубу, де пропрацював з 2005 по 2007 рік. Після цього тренував «Спортінг» (Ковільян), допомігши йому зберегти прописку у другому дивізіоні країни у сезоні 2008/09.
З серпня 2010 року став працювати в Португальській футбольній федерації з юнацькими командами. З командою до 17 років здобув перемогу на юнацькому чемпіонаті Європи 2016 року, а з командою до 19 років став переможцем юнацького чемпіонату Європи 2018 року, а також фіналістом у 2014 та 2017 роках. Ці результати дозволяли збірній до 20 років вийти на молодіжний чемпіонат світу 2015 та 2019 років, куди команду теж возив саме Соуза.
2019 року Еліу Соуза покинув португальську Федерацію для того аби очолити національну збірну Бахрейну.

## Титули і досягнення

### Як гравця
- Володар Кубка Португалії з футболу: 2004/05
- Молодіжний чемпіон світу: 1989

### Як тренера
- Фіналіст Кубка Португалії з футболу: 2005/06
- Юнацький чемпіон Європи (до 17 років): 2016[10]
- Юнацький чемпіон Європи (до 19 років): 2018[11]
- Юнацький віце-чемпіон Європи (до 19 років): 2014, 2017
- Переможець Чемпіонату Західної Азії: 2019
- Переможець Кубка націй Перської затоки: 2019